# Новогородово
Новогоро́дово (рос. Новогородово) — присілок у складі Подольського міського округу Московської області, Росія.

## Населення
Населення — 18 осіб (2010; 15 у 2002).
Національний склад (станом на 2002 рік):
- росіяни — 93 %